# 庐山法国学堂
庐山法国学堂位于中国江西省九江市庐山仰天坪路5号，芦林湖以南。于1986年被列为九江市文物保护单位。
庐山法国学堂建筑由俄国人建于1920年前后，二层石砌建筑。1930年代，法国人在此办学，设有教学楼、操场、游泳池。
该建筑在20世纪五、六十年代，曾经是国营江西省庐山林场子弟小学，现为全国人大休养所。